# Rodrigo Bustos Singer
Rodrigo Bustos Singer (n. 1970 ) es un botánico, profesor argentino, que desarrolla actividades académicas en Brasil.
En 1993, obtuvo su licenciatura en Biología por la Universidad Nacional de Córdoba, Argentina, y la maestría en Botánica por la Universidad Federal de Paraná, en 1997; y el doctorado en Biología Vegetal por la Universidad Estatal de Campinas, en 2001.

## Algunas publicaciones
- c.r. Buzatto, r.b. Singer, g. Romero-González, c. van den Berg. 2011a. Typifications and new synonymies in Capanemia (Orchidaceae: Oncidiinae). Novon (Saint Louis, Mo.) 21: 28-33

- -------------------, ----------------. 2011b. Zygostates dasyrhiza (Kraenzl.) Schltr. (Orchidaceae: Oncidiinae), a new record from Rio Grande do Sul, Southern Brazil. Revista Brasileira de Biociências (impreso) 9 (1): 130-132

- -------------------, k.l. Davies, r.b. Singer, r. Pires dos Santos, c. van den Berg. 2011c. A comparative survey of floral characters in Capanemia Barb.Rodr. (Orchidaceae: Oncidiinae). Annals of Botany (impreso) 109: 135-144

- kristiane de Cássia Mariotti, f. Barreto, g.c. Schmitt, i. Zancarano, e. Dallegrave, r.b. Singer, m. Bainy Leal, r.p. Limberger. 2011d. Study of acute toxicity and investigation of the presence of β-Nmethylamino- L-alanine in Gunnera manicata L. a species native to southern Brazil. RBCF. Revista Brasileira de Ciências Farmacêuticas (Cessou em 2008. Cont. ISSN 1984-8250 Brazilian Journal of Pharmaceutical Sciences) 47: 623-628

- -------------------------------------------, g.c. Schmitt, f. Barreto, r.e Fortunato, r.b. Singer, e. Dallegrave, m. Bainy Leal, r.p. Limberger. 2011e. Evaluation of anti-estrogenic or estrogenic activities of aqueous root extracts of Gunnera manicata L. RBCF. Revista Brasileira de Ciências Farmacêuticas (cesó en 2008. Cont. ISSN 1984-8250 Brazilian Journal of Pharmaceutical Sciences) 47: 601-604

- r.b. Singer, m. Blanco, germán Carnevali, s. Koehler. 2011f. (2036) Proposal to conserve the name Brasiliorchis against Bolbidium (Orchidaceae). Taxon 60 (6): 1774-1775

- c.r. Buzatto, r.b. Singer, c. van den Berg. 2010a. O gênero Capanemia (Orchidaceae: Oncidiinae) na região Sul do Brasil. Revista Brasileira de Biociências (impreso) 8 (4): 309-329

- -------------------, p. Porto Alegre Ferreira, c.a. Dorneles Welker, g.d.s. Seger, a. Hertzog, r.b. Singer. 2010b. O gênero Cattleya (Orchidaceae: Laeliinae) no Rio Grande do Sul. Revista Brasileira de Biociências (impreso) 8 (4): 388-398

- r.b. Singer. 1997. Morfologia floral e biologia da polinização de Orchidaceae de Curitiba. Disertación tesis Maestría en Botánica, Universidad Federal de Paraná, Brasil

### Libros
- m.g. Guterres, m. Marmontel, r. Farias-Singer, r.b. Singer. 2008. Anatomia e morfologia de plantas aquáticas da Amazônia utilizadas como potencial alimento pelo peixe-boi amazônico. Belém: Instituto de Desenvolvimento Sustentável Mamirauá (IDSM). Vol 1. 188 pp.

- La abreviatura «R.B.Singer» se emplea para indicar a Rodrigo Bustos Singer como autoridad en la descripción y clasificación científica de los vegetales.[1]